# Brethesiella abnormicornis
Brethesiella abnormicornis är en stekelart som först beskrevs av Girault 1917.  Brethesiella abnormicornis ingår i släktet Brethesiella och familjen sköldlussteklar. Inga underarter finns listade.